# Орлов-Денисов, Фёдор Васильевич
Граф Фёдор Васи́льевич Орло́в-Дени́сов (14 февраля 1807 — 3 апреля 1865) — генерал-лейтенант, генерал-адъютант русской императорской армии. В особенности известен как участник Крымской войны.

## Биография
Родился в семье графа Василия Васильевича Орлова-Денисова, известного своими подвигами во время войны 1812 года, и Марии (1784—1829), дочери графа А. И. Васильева, первого в России министра финансов. Крестник Г. Р. Державина, графа А. И. Васильева, княгини Е. А. Долгоркуовой и княжны Е. С. Урусовой. Службу начал юнкером в Лейб-гвардии Казачьем полку и 30 августа 1821 г. был произведён в корнеты.
В 1828 году принял участие в войне с турками и особенно отличился в сражениях: при деревне Габерти, за которое был награждён орденом св. Анны 3-й степени с бантом, при горе Куртине, и в кавалерийских делах близ деревни Гаджи-Алан-Лих. Тотчас по окончании этой войны Орлов-Денисов был командирован на границу Подольской и Херсонской губерний, где более месяца находился при содержании кордонной линии, для охранения края от чумной заразы, после чего до половины февраля 1830 г. занимал кордоны по реке Днестру.

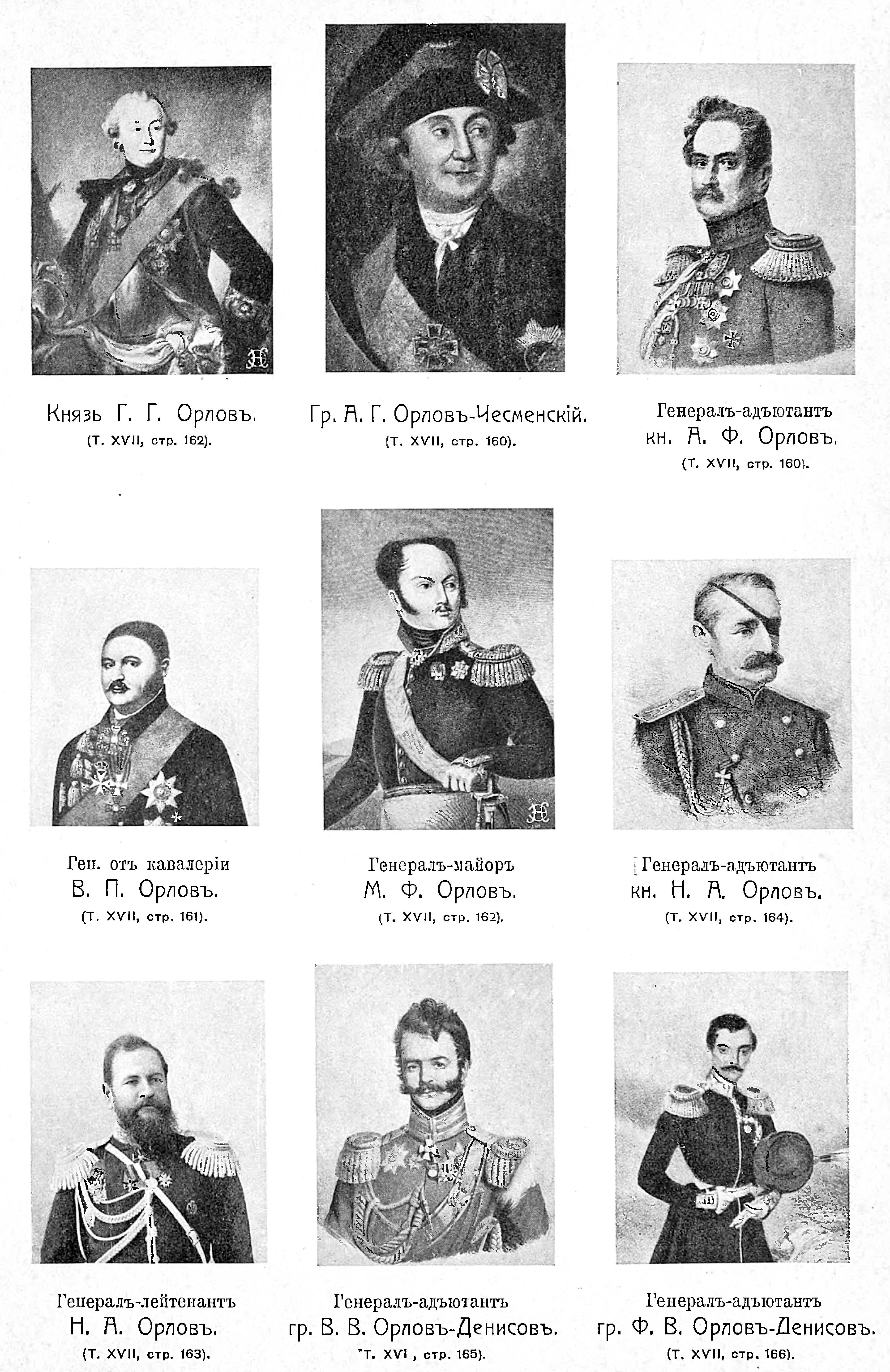
Портрет из «ВЭС»
(нижний ряд, справа)

В 1831 году принимал участие в подавлении Польского восстания, причём особенно отличился в схватках у селений Присетицы, Старый Яцак, при Остроленке и других. Затем 5 июня он с двумя эскадронами Лейб-гвардии Казачьего полка атаковал авангард отряда Гельгуда, разбил его и взял много пленных, а 16 июля с своим эскадроном атаковал значительный отряд мятежников, разбил его и взял в плен двух штаб-офицеров, 30 обер-офицеров и около 500 человек нижних чинов. За отличия, выказанные в этих делах, он был произведён в ротмистры и награждён орденом св. Станислава 3-й степени.
По окончании Польской кампании граф Орлов-Денисов возвратился в Петербург. Назначенный 23 апреля 1834 г. флигель-адъютантом, он был 25 июня 1837 года произведён в полковники, а с производством 7 апреля 1846 года в генерал-майоры, назначен в свиту Его Императорского Величества, 1 января 1847 г. награждён орденом св. Георгия 4-й степени за выслугу 25 лет в офицерских чинах (№ 7535 по списку Григоровича — Степанова).
В 1849 году граф Орлов-Денисов был назначен исполняющим должность начальника штаба войска Донского с оставлением в свите, и в конце того же 1848 г. — председателем в комиссиях для размежевания земель войска Донского и для постройки соборного храма в г. Новочеркасске и Ольхинской дамбы, с предоставлением ему вместе с тем присутствования и заведования главным управлением войсковых конских заводов; вскоре состоялось и утверждение его в звании вице президента Новочеркасского тюремного комитета. В 1851 г. он, по болезни, вышел в отставку, но уже 18 июня 1853 г. был назначен исправляющим должность походного атамана казачьих полков, состоявших при войсках 3, 4 и 5-го пехотных корпусов, а в следующем году (11 апреля) назначен генерал-адъютантом.
С началом Крымской кампании граф Орлов-Денисов принял в ней самое деятельное участие, в качестве походного атамана казачьих полков Южной армии, которыми руководил во всех крупных делах, в том числе и в сражениях на реке Чёрной и на Федюхиных высотах. По переходе русских войск с Южной стороны Севастополя на Северную граф Орлов-Денисов был отчислен от должности походного атамана Южной армии и вернулся в Петербург. За отличия, выказанные под Севастополем, ему пожалован был орден св. Анны 1-й степени с Императорской короной и мечами.
Произведённый 26 августа 1856 года в генерал-лейтенанты, граф Орлов-Денисов последние годы своей жизни не занимал никаких должностей, исполняя лишь обязанности генерал-адъютанта; скончался от хронического воспаления желудка в Ницце 3 апреля 1865 года.

## Награды
- Орден Святой Анны 3 ст. с бантом (1828)
- Орден Святого Владимира 4 ст. с бантом (1831)
- Знак ордена За военное достоинство 4 ст. (1831)
- Орден Святого Станислава 2 ст. (1832)
- Орден Святой Анны 2 ст. (1837)
- Императорская корона к Ордену Св. Анны 2 ст. (1839)
- Орден Святого Владимира 3 ст. (1845)
- Орден Святого Георгия 4 ст. за 25 лет службы (1847)
- Орден Святого Станислава 1 ст. (1849)
- Орден Святой Анны 1 ст. (1851)
- Императорская корона к Ордену Св. Анны 1 ст. с мечами (1855)
- Знак отличия беспорочной службы за XXX лет (1859)
- Орден Святого Владимира 2 ст. с мечами над орденом (1860)
- Орден Белого Орла (1863)

иностранные:
- Прусский Орден Святого Иоанна Иерусалимского (1835)
- Прусский Орден Красного Орла 1 ст. (1860)

## Семья

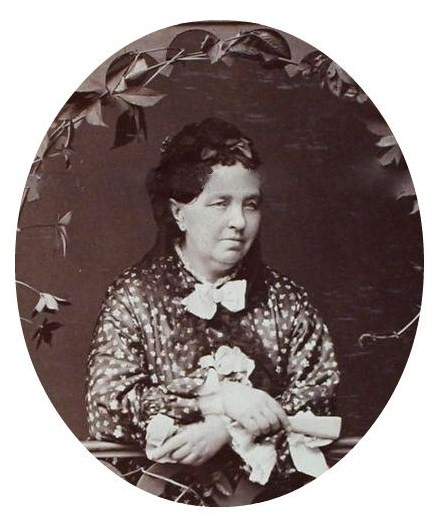
Елизавета Алексеевна

Жена (с 1836 года) — графиня Елизавета Алексеевна Никитина (1817—01.05.1898), фрейлина двора (с 14.09.1832), единственная дочь графа Алексея Петровича Никитина и наследница майоратного имения Коломяги. Её петербургский дом на Литейном пр., 22/16 считался одним из самых «бонтонных» в столице. Будучи одной из львиц большого света, в январе 1849 года вместе с княгиней З. И. Юсуповой и княгиней Е. Н. Урусовой попала в «историю», взбаламутив высшее общество. Развеселившись на маскараде, дамы решили продолжить вечер, поужинав в модном ресторане Дюссо. При этом они подняли излишний шум и привлекли внимание полиции. Молва увеличила шалости и по городу поползли слухи о каких-то чудовищных оргиях. В результате графиня Орлова-Денисова вынуждена была просить императора Николая I о защите. Увлекалась литературой и искусством, участвовала в благотворительных обществах Ведомства императрицы Марии Фёдоровны и состояла в обществе «Белого креста». Писатель Г. П. Данилевский, бывавший у графине в гостях, посвятил ей свои вирши:
Казачка гордой красотою,

Графиня сердцем и умом,

Жорж Занд возвышенной душою

И своенравностью во всем!

О Вас гремит недаром слава:

Вы муза всем и меценат.
Пережила мужа на тридцать три года. Умерла от паралича сердца в 1898 году, похоронена в семейной усыпальнице рядом с отцом и мужем в Благовещенской церкви. В браке имела пятерых детей:
- Александра (1837—1892), замужем за генерал-лейтенантом графом Николаем Павловичем Граббе (1832—1896);
- Мария (1838—1913), замужем за графом Николаем Ивановичем Мусиным-Пушкиным (1834—1881), а затем за князем Григорием Сергеевичем Голицыным (1838—1907);
- Николай (1839—1897), генерал-лейтенант;
- Алексей (1841—1907) — камер-юнкер (в апреле 1852 ему разрешено принять фамилию деда по матери и именоваться графом Орловым-Денисовым-Никитиным);
- Елена (1843—1898), замужем за генерал-лейтенантом Михаилом Павловичем Тучковым (1832—1890).